# Френсіс Олдем Келсі
Фре́нсіс Ке́йтлін О́лдем Ке́лсі (англ. Frances Kathleen Oldham Kelsey, 24 липня 1914 — 7 серпня 2015, Лондон, Онтаріо) — канадсько-американська лікарка та фармаколог. Працюючи в американському Управлінні продовольства та медикаментів (УПМ) відмовилась ліцензувати випуск препарату талідомід, оскільки не була впевнена у його безпечності. Її сумніви підтвердились, коли було виявлено, що талідомід спричиняє серйозні вроджені вади. За час кар'єри Келсі було прийнято декілька законів, що посилювали контроль УПМ над випуском ліків. Келсі стала другою жінкою, яку відзначили Президентською нагородою за визначні досягнення на державній службі. Вона здобула нагороду з рук Джона Ф. Кеннеді.

## Ранні роки та освіта
Народилась у Кобл-Хіл, Британська Колумбія, і відвідувала школу святої Маргарити у столиці провінції — місті Вікторія, яку закінчила у 15 років. У 1930-31 роках відвідувала Коледж Вікторії (нині університет). Потім вступила до університету Макгілла, що знаходиться на іншому боці Канади, де отримала бакалаврський (у 1934 році) та магістерський (у 1935 році) ступені з фармакології. Один з її професорів порадив Келсі написати доктору Ю. М. К. Гіллінгу — визначному досліднику, який на той час створював кафедру фармакології у Чиказькому університеті. Вона так і зробила, прохаючи його надати їй місце на кафедрі для роботи над кандидатською дисертацією. Гіллінг, очевидно, припустивши, що Френсіс була чоловіком (в англійській написання цього імені у чоловічій та жіночій версіях відрізняється на одну літеру — Frances i Francis), запропонував їй місце на новоствореній кафедрі, де вона і розпочала дослідження у 1936 році.
На другому році перебування Келсі у Чиказькому університеті, УПМ запропонувало їй взяти участь у дослідженні причин смертельних випадків, які пов'язували із вживанням еліксиру сульфаніламіду, що належав до сульфаніламідних препаратів. Дослідження, у якому взяла участь Келсі, виявило, що 107 смертей були спричинені використанням в еліксирі діетиленгліколю як розчинника. У наступному 1938 році Конгрес США прийняв Акт про безпеку харчових продуктів, ліків та косметичних препаратів, який посилював нагляд УПМ за переліченою продукцією. В тому ж році вона завершила свої дослідження і здобула ступінь кандидата наук в університеті Чикаго. Працюючи з Гіллінгом, вона зацікавилась тератогенами — речовинами, що спричиняють вроджені вади.

## Початок кар'єри

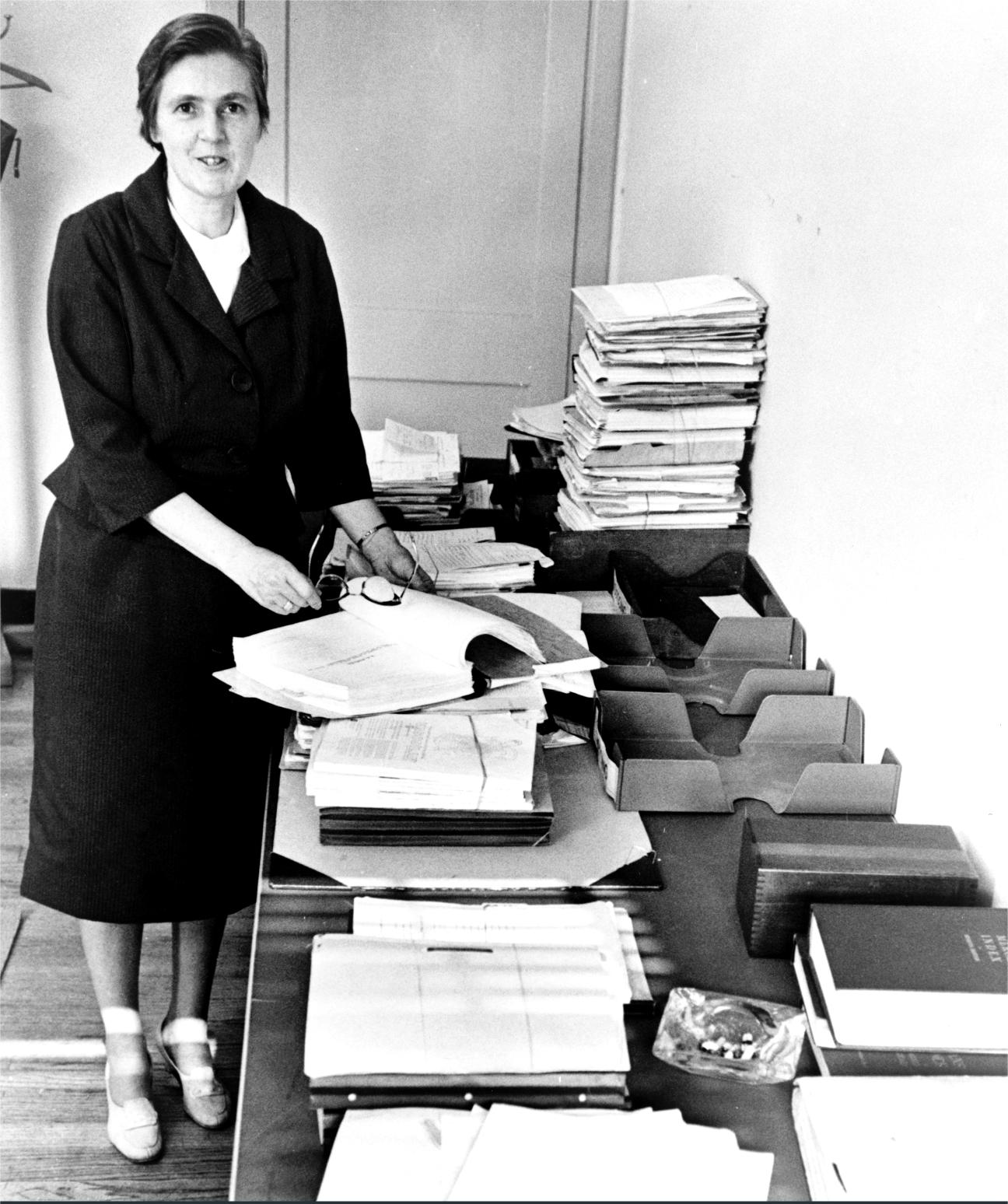
Келсі у 60-х роках

Отримавши кандидатський ступінь, вона залишилась на кафедрі викладачкою. 1942 року вона, як і багато інших фармакологів того часу, намагалась синтезувати ліки від малярії. В процесі цього дослідження вона виявила, що деякі речовини здатні проникати крізь плацентарний бар'єр. В той же час, працюючи на кафедрі, вона зустріла колегу — доктора Фремонта Елліса Келсі; у 1943 році вони побралися.
У 1950 році вона отримала докторський ступінь в Чиказькому університеті. Окрім викладання, вона два роки працювала в редакції журналу Американської медичної асоціації. 1954 року Келсі звільнилася з Чиказького університету, вирішивши натомість обійняти посаду викладача фармакології в Університеті Південної Дакоти. В тому ж році вона з чоловіком та двома дочками переїхала до міста Вермілліон, Південна Дакота, де жила та викладала до 1957 року.
У 50-х роках Келсі отримала подвійне канадсько-американське громадянство, щоб мати можливість займатись медициною на території США, але до кінця життя зберегла міцний зв'язок з Канадою, де часто навідувала родичів.

## Робота в УПМ і талідомід

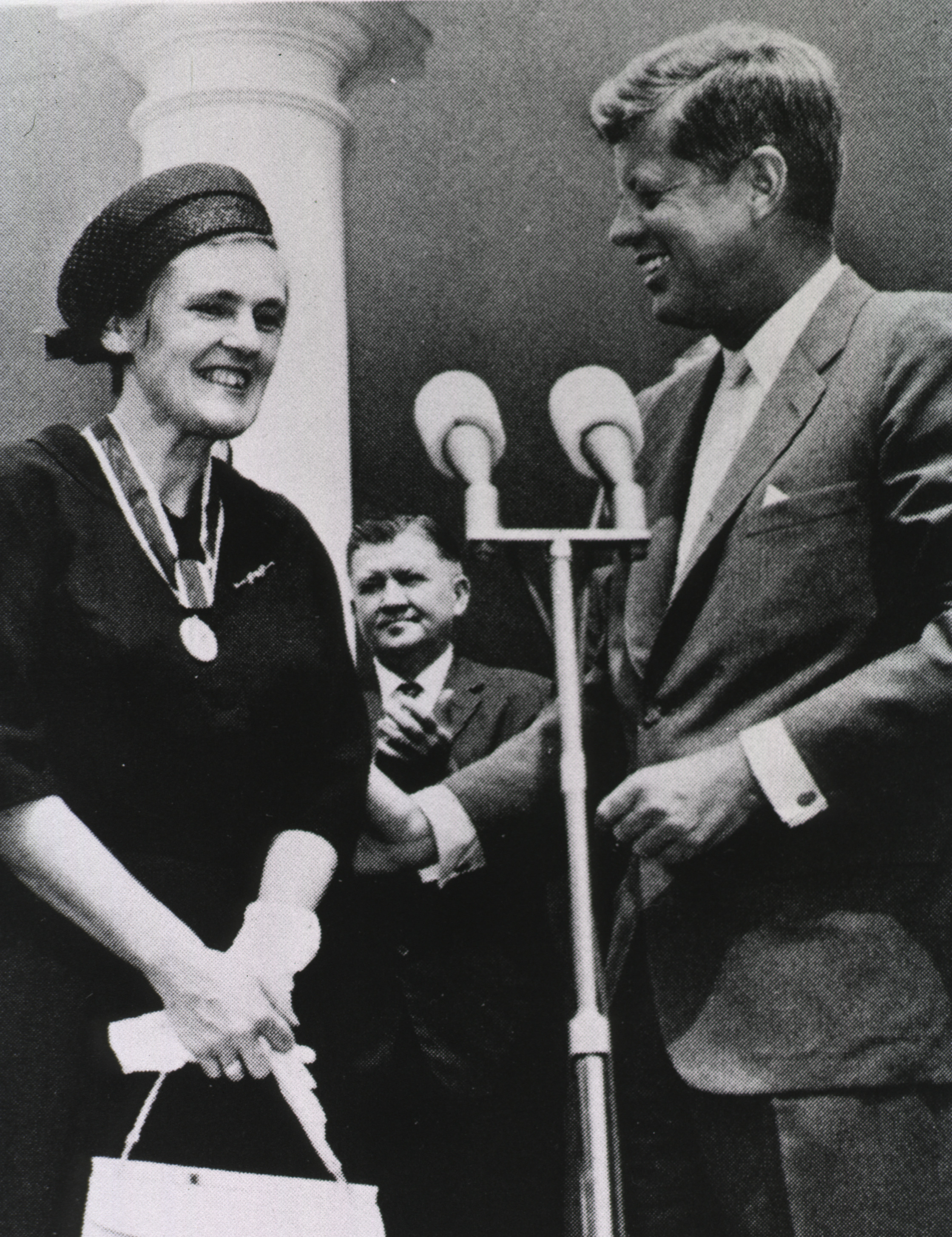
Келсі отримує Президентську нагороду за визначні досягнення на державній службі з рук Джона Ф. Кеннеді, 1962 рік

У 1960 році Келсі почала працювати в УПМ у Вашингтоні. На той час вона була одною з «лише 7 штатних та 4 молодих позаштатних науковців, які займались контролем ліків» для управління. Одним з її перших завдань став розгляд заявки від фармацевтичної компанії Річардсон-Меррел (Richardson-Merrell) на випуск талідоміду (назва для продажу — Кевадон) — заспокійливого та знеболювального препарату, призначеного для боротьби з токсикозом у вагітних жінок. Хоча засіб вже пройшов перевірку і був схвалений для випуску в Канаді та ще 20 європейських та африканських країнах, вона відмовилась його ліцензувати і відправила на подальші клінічні дослідження. Незважаючи на тиск з боку виробника, вона наполягала на додаткових випробуваннях препарату, що мали б пояснити виявлені в процесі одного з досліджень побічні ефекти, які впливали на нервову систему.
Сумніви Келсі ти її вимоги у повній перевірці ліків перед випуском виявились виправданими, коли в Європі випадки народження дітей з вродженими деформаціями пов'язали з вживанням їхніми матерями талідоміду під час вагітності. Дослідники з'ясували, що талідомід проникав крізь плацентарний бар'єр і спричиняв серйозні вроджені вади. Газета Вашингтон пост проголосила Келсі героїнею за те, що завдяки їй ця трагедія не відбулась в Америці. Автор статті про неї писав, що «Келсі запобігла… народженню сотень, а то і тисяч дітей без рук та ніг». Келсі наполягала, що її помічники, Оям Джиро та Лі Гейзмар, разом з її начальством в Управлінні, яке підтримувало її позицію, також заслуговують на визнання. Випадок з талідомідом став причиною посилення законодавчого регулювання випуску та ліцензування ліків.
У 1962 році до Акту про безпеку харчових продуктів, ліків та косметичних препаратів була додана поправка, що покращувала процедуру перевірки ліків. Тепер компанії мали доводити ефективність ліків, звітувати про побічні ефекти перед УПМ та отримувати схвалення препарату від пацієнтів, що брали участь у клінічних дослідженнях. Реформа тестування ліків вимагала «більш жорстких вимог до їх випробовування та поширення» для уникнення ситуацій, подібних до випадку з талідомідом. Також в цій поправці вперше було визнано, що «ефективність ліків має бути визначена до початку їх продажу».
За відмову ліцензувати талідомід для продажу в Америці Джон. Ф. Кеннеді відзначив Френсіс Келсі Президентською нагородою за визначні досягнення на державній службі, що зробило її другою жінкою, якій випала ця честь. Вона продовжувала працювати в Управлінні і зіграла важливу роль у просуванні поправок 1962 року. Також вона була відповідальною за процес контролю клінічних випробувань ліків в УПМ.
Френсіс Келсі пішла на пенсію з Управління у 2005 році у віці 90 років, після 45 років роботи. У 2010 році в УПМ було започатковано нагороду її імені, яку мають присуджувати щороку одному з працівників чи працівниць.

## Пізні роки та смерть

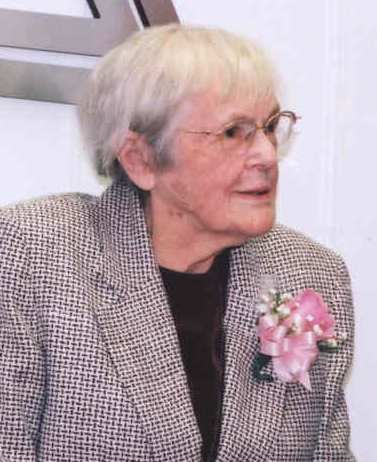
Келсі (у віці 87 років) на прийомі УПМ, влаштованому на честь її зарахування до Національної зали слави жінок

Келсі працювала у Центрі оцінки та дослідження ліків УПМ завідувачкою з наукових та медичних питань.
У 1994 році на її честь було названо середню школу імені Френсіс Келсі у Мілл-Бей (Британська Колумбія).
У 2010 УПМ нагородило Келсі щойно започаткованою на її честь премією «За видатні досягнення та сміливість у захисті здоров'я співгромадян», оголосивши, що це буде щорічна премія працівникам від УПМ. Роблячи оголошення, директор Центру Стівен Ґалсон сказав: «Мені дуже приємно започаткувати нагороду „За видатні досягнення та сміливість у захисті здоров'я співгромадян“ імені доктора Френсіс О. Келсі і вшанувати перших її отримувачів за їхні видатні досягнення в цьому важливому аспекті регулювання ліків».
У липні 2014 року Келсі виповнилось 100 років, і восени того ж року вона переїхала з Вашингтона до Лондона, Онтаріо, щоб жити зі своєю дочкою. У червні 2015 року її було проголошено почесним членом Ордену Канади, і Мерседес Бенегбі, голова Канадської асоціації постраждалих від талідоміду, виявила своє захоплення силою та сміливістю Келсі у протистоянні тиску з боку виробників талідоміду. Вона сказала: «Вона завжди була нашою героїнею, хоча її вчинок врятував дітей іншої країни».
Келсі померла 7 серпня 2015 року в Лондоні, Онтаріо, у віці 101 року, менш ніж через 24 години після того, як лейтенант-губернатор Онтаріо Елізабет Даудесвелл відвідала її для вручення знаку почесного члена Ордену Канади.

## Нагороди
- 1962 — Президентська нагорода за визначні досягнення на державній службі[10]
- 1963 — «Золотий ключ» від Асоціації випускників факультету медичних та біологічних наук Чиказького університету[27]
- 2000 — зарахування до Національної зали слави жінок[16]
- 2001 — статус «Віртуальної наставниці» Американської медичної асоціації[28]
- 2006 — «Нагорода Праматері» від Національного дослідницького центру материнства та дитинства[29]
- 2010 — стала першою лауреаткою премії, названої на її честь — «За видатні досягнення та сміливість у захисті здоров'я співгромадян», яку започаткувало УПМ.[30]
- 2012 — почесне звання доктора наук від Університету острова Ванкувер[31]
- 2015 — статус почесного члена Ордену Канади.[24]

## Подальше читання
- Bren, Linda (March–April 2001), Frances Oldham Kelsey: FDA Medical Reviewer Leaves Her Mark on History, FDA Consumer, архів оригіналу за 20 жовтня 2006, процитовано 15 серпня 2009
- Harris, Gardiner (13 вересня 2010), The Public's Quiet Savior From Harmful Medicines, The New York Times.
- Harris, Steven B. (1992), The Right Lesson to Learn from Thalidomide, архів оригіналу за 20 квітня 2001.
- Kelsey, Frances O. (1993), Autobiographical Reflections (PDF). This was drawn from oral history interviews conducted in 1974, 1991, and 1992; presentation, Founder's Day, St. Margaret's School, Duncan, B. C., 1987; and presentation, groundbreaking, Frances Kelsey School, Mill Bay, B. C., 1993.
- Mintz, Morton (1965), The therapeutic nightmare; a report on the roles of the United States Food and Drug Administration, the American Medical Association, pharmaceutical manufacturers, and others in connection with the irrational and massive use of prescription drugs that may be worthless, injurious, or even lethal., Boston: Houghton Mifflin, LCCN 65015156. Library of Congress catalog entry.
- McFadyen, R. E. (1976), Thalidomide in America: A Brush With Tragedy, Clio Medica, 11 (2): 79—93.
- Mulliken, J. (10 серпня 1962), A Woman Doctor Who Would Not be Hurried, Life Magazine, 53: 28—9, LCCN 37008367.
- Perri III, Anthony J.; Hsu MD, Sylvia (2003), A review of thalidomide's history and current dermatological applications, Dermatology Online Journal, 9 (3): 5, PMID 12952752, процитовано 14 серпня 2006.
- Seidman, Lisa A.; Warren, Noreen (September 2002), Frances Kelsey & Thalidomide in the US: A Case Study Relating to Pharmaceutical Regulations (PDF), The American Biology Teacher, 64 (7): 495, doi:10.1662/0002-7685(2002)064[0495:FKTITU]2.0.CO;2, 7.
- Stamato, Linda (17 грудня 2012), Thalidomide, after fifty years: A tribute to Frances Oldham Kelsey and a call for thorough, responsible federal drug regulation and oversight, NJ Voices, NJ.com.